# 桃園客運觀音站
桃園客運觀音站位於臺灣桃園市觀音區中興路2號，車站所在地是觀音區中興路與玉林路口。車站緊臨觀音地區信仰中心甘泉寺，往中壢-觀音間路線為大宗，還有觀音-桃園區間之路線，是桃園客運於觀音區設置之場站。

## 路線沿革
根據1986年出版的《觀音鄉志》一書記載，當時觀音鄉內的公路路線及班次如下：
| 起迄站         | 行經                   | 每日班次 |
| 觀音－中壢     | 新坡                   | ９５     |
| 觀音－中壢     | 石橋、新屋、過嶺       | １４     |
| 觀音－保生     | 保生                   | １４     |
| 觀音－永安     | 永安                   | １４     |
| 觀音－桃園     | 草漯、大園、大竹       | １５     |
| 觀音－中壢     | 白玉、樹林、草漯、新坡 | ６       |
| 觀音－大潭新村 | 大潭                   | ６       |
| 新坡－草漯     |                        | １９     |
| 新坡－新屋     |                        | ９       |
| 新坡－福山     |                        | ７       |

## 月台路線
觀音站只有一側月台，呈直線型，月台上僅以欄杆作為路線上車區分，以下就以順序(中興路進入)介紹各路線。
- 【5039】中壢-中壢

觀音站看板往中壢 經永安 5039

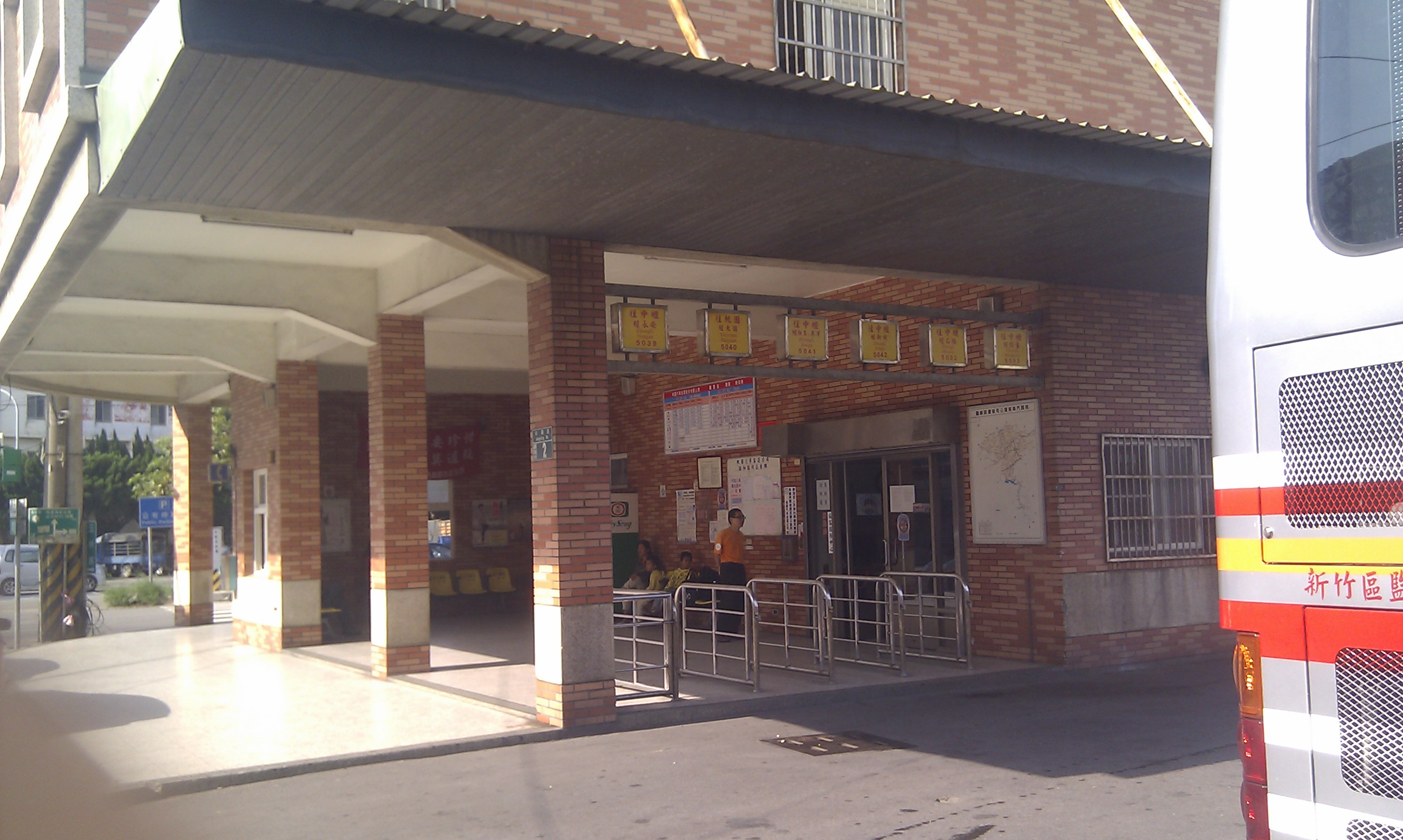
觀音站月台

- 【5040】、【5040A】、【5040B】桃園-觀音（經中厝）

看板往桃園 經大園 5040
- 【5041】、【5043A】中壢-觀音（經白玉）

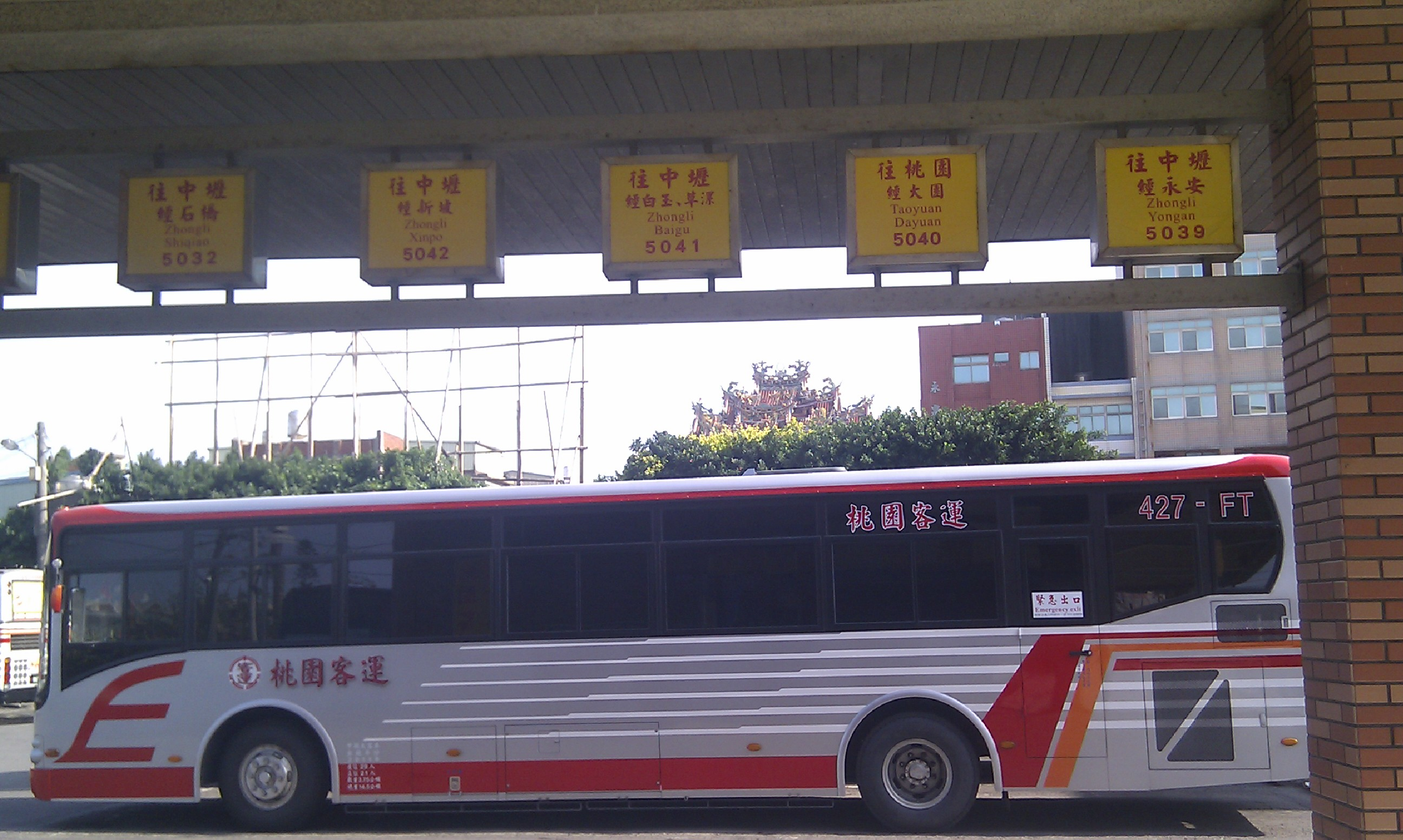
月台看板

看板往中壢 經白玉、草漯 5041
- 【5042】中壢-觀音海水浴場(經新坡)

看板往中壢 經新坡 5042
- 【5032】中壢-觀音（經石橋）

看板往中壢 經石橋 5032
- 【5033】中壢-觀音（經保生）

看板往中壢 經保生 5033

## 行駛路線之路線圖
- 【5032】往中壢(經石橋) （页面存档备份，存于）
- 【5033】往中壢(經保生) （页面存档备份，存于）
- 【5039】往中壢(經永安) （页面存档备份，存于）
- 【5040】往桃園(經大園) （页面存档备份，存于）
- 【5041】往中壢(經白玉) （页面存档备份，存于）
- 【5042】往中壢(經新坡) （页面存档备份，存于）

## 時刻

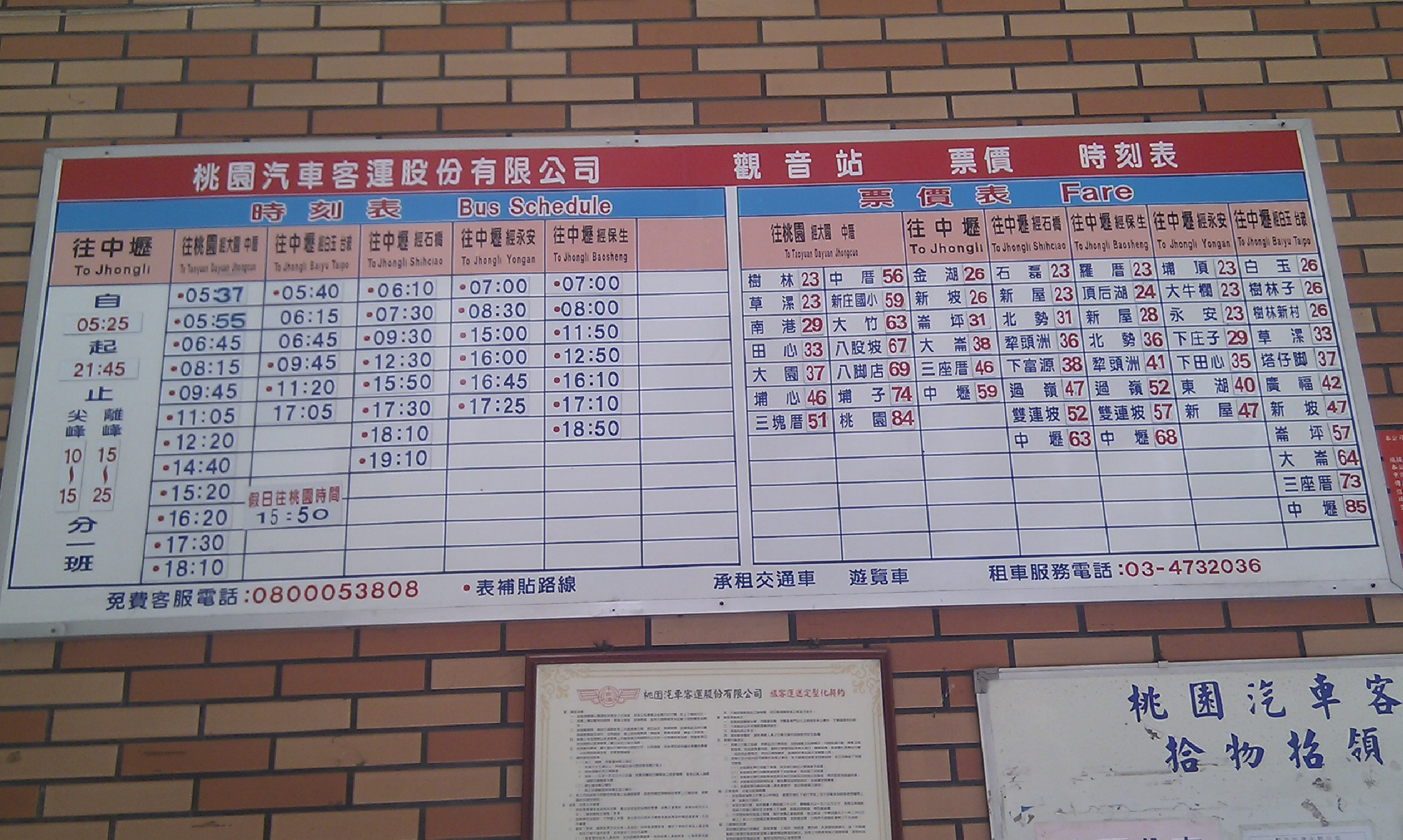
時刻表

往中壢區每尖峰時渡每10到15分鐘，離峰時段15到20分鐘便有一班車，班次最為密集，自上午5:25自下午21:45間皆有班車。
往桃園區路線班距間隔較往中壢路線時間長，從上午5:37至下午18:10分間行駛。

## 配車
觀音站
055-FX 056-FX 057-FX 401-FT 418-U7 426-FT 427-FT 432-FT 457-FT 559-U7
599-FY FAD-618 FAD-619 FAD-678 FAD-679 KKA-3706
KKA-3736 KKA-3737 KKA-3769 KKA-3782 KKA-3783 KKA-3910 KKA-3913
AB班固定配車
FAD-618  FAD-678  KKA-3913
交通班固定配車
055-FX 056-FX 925-FP FAD-506 
桃園樂活巴士
401-FT 559-U7 KKA-3910
愛心福利專車
056-FX【長庚B線】
055-FX【長庚C線】
559-U7【長庚D線】
- 長庚A線因於中華民國109年6月15日與長庚C線路線整併，故無長庚A線之專車。
- 長庚B線原於埔頂站發車，後於中華民國109年9月3日改至桃園客運觀音站發車，行經高鐵桃園站7號月臺。
- 長庚C線因與長庚A線路線整併，發車時間於中華民國109年6月15日起改為06:30發車，並縮短行駛至高鐵桃園站7號月臺。
- 長庚D線原於富林社區發車，後於中華民國109年9月3日起改為埔頂站發車，發車時間改為07:25發車，並縮短行駛至高鐵桃園站7號月臺。

## 資料來源
1. ↑  .   [2011-10-28]. （原始内容存档于2011-09-19）.
2. ↑  觀音鄉志 225頁
3. ↑  .   [2011-10-28]. （原始内容存档于2011-10-16）.

## 外部連結
- 桃園客運公司 （页面存档备份，存于）